# Falaise
Falaise er en kommune i er en kommune i Calvados departmentet i Basse-Normandie regionen i det nordvestlige Frankrig.

## Geografi
Falaise ligger ved Ante floden omkring 30 km sydøst for Caen.

## Historie
Byen var fødested for Wilhelm Erobreren, den første normanniske konge af England. Borgen Château de Falaise (fra det 12. og 13. århundrede), som har udsigt over byen fra et højdedrag var tidligere sæde for hertugerne af Normandiet.
Byen er kendt for slaget om "Falaise-lommen" under Operation Overlord i august 1944, hvor to tyske arméer blev omringet og nedkæmpet af de allierede hære. Omkring 10.000 tyske tropper blev dræbt og 50.000 taget til fange. Hovedparten af de tyske styrker undslap, men måtte efterlade deres tunge våben og køretøjer.
To tredjedele af Falaise blev ødelagt af allierede bomber inden byen blev erobret af canadiske og polske tropper. Falaise blev stort set genopbygget efter krigen.

## Aktiviteter
Udstillingerne på museet om slaget ved Falaise-lommen omfatter adskillige militærkøretøjer, kanoner og andre våben. Det ugentlige marked foregår om lørdagen.

## Eksterne kilder
- Wilhelm Erobrerens borg i Falaise, Frankrig. Arkiveret 20. april 2009 hos  Wayback Machine (engelsk)
- Normandieweb om Falaise Arkiveret 8. juni 2009 hos  Wayback Machine (fransk)

- Wikimedia Commons har flere filer relateret til Falaise